# Stazione di Minami-Tanabe
La stazione di Minami-Tanabe (南田辺駅?, Minami-Tanabe-eki) e una stazione ferroviaria del quartiere di Abeno-ku a Osaka, nella prefettura omonima in Giappone. La stazione è gestita dalla JR West e serve la linea Hanwa.

## Linee
JR West
■ Linea Hanwa

## Struttura
La stazione e costituita da due marciapiedi laterali e una 2 binari in superficie al livello del terreno.
| 1 | ■ Linea Hanwa | per Ōtori, Kansai Aeroporto e Wakayama |
| 2 | ■ Linea Hanwa | per Tennōji e Osaka                    |

## Stazioni adiacenti
| ≪                                 | Servizio    | ≫           |
| Linea Hanwa                       | Linea Hanwa | Linea Hanwa |
| --------------------------------- | ----------- | ----------- |
| Bishōen                           | Locale      | Tsurugaoka  |
| Tutti gli altri treni non fermano |             |             |